# Самосил
Самосил (Teucrium) — рід рослин з родини глухокропивові (Lamiaceae); має космополітичне поширення.

## Назва
Назва пов'язане з сила, посилення; назва, очевидно, зумовлена в'яжучими та іншими лікувальними властивостями цеї рослини.

## Види
У світі приблизно 260 видів. В Україні зростають: самосил звичайний (Teucrium chamaedrys), самосил кримський (Teucrium krymense), самосил гірський (Teucrium montanum), самосил сивий (Teucrium polium), самосил часниковий (Teucrium scordium).

## Опис
Самосили можуть зростати у формі трав або напівкущиків, з кореневищами або столонами. Стебла прямостійні або висхідні, прості або гіллясті від основи. Листки прості, на ніжках або майже сидячі, від серцеподібних до ланцетоподібних. Суцвіття 2–6-квіткові. Горішки (або ж схізокарпії) зворотно-яйцеподібні, голі, від гладких до сітчастих.

## Поширення
Має космополітичне поширення.